# Harreberg
Harreberg (fràncic lorenès Hoerberj) és un municipi francès situat al departament del Mosel·la i a la regió del Gran Est. L'any 2007 tenia 382 habitants.

## Demografia

### Població
El 2007 la població de fet de Harreberg era de 382 persones. Hi havia 150 famílies, de les quals 32 eren unipersonals (16 homes vivint sols i 16 dones vivint soles), 43 parelles sense fills, 63 parelles amb fills i 12 famílies monoparentals amb fills.
La població ha evolucionat segons el següent gràfic:
Habitants censats

### Habitatges
El 2007 hi havia 184 habitatges, 150 eren l'habitatge principal de la família, 21 eren segones residències i 14 estaven desocupats. 157 eren cases i 24 eren apartaments. Dels 150 habitatges principals, 131 estaven ocupats pels seus propietaris, 16 estaven llogats i ocupats pels llogaters i 3 estaven cedits a títol gratuït; 2 tenien dues cambres, 16 en tenien tres, 35 en tenien quatre i 96 en tenien cinc o més. 134 habitatges disposaven pel capbaix d'una plaça de pàrquing. A 62 habitatges hi havia un automòbil i a 72 n'hi havia dos o més.

### Piràmide de població
La piràmide de població per edats i sexe el 2009 era:
| Homes | Edats   | Dones |
| ----- | ------- | ----- |
| 0     | 95 o +  | 0     |
| 0     | 90 a 94 | 0     |
| 0     | 85 a 89 | 12    |
| 4     | 80 a 84 | 0     |
| 12    | 75 a 79 | 12    |
| 4     | 70 a 74 | 4     |
| 0     | 65 a 69 | 4     |
| 16    | 60 a 64 | 8     |
| 0     | 55 a 59 | 20    |
| 12    | 50 a 54 | 4     |
| 12    | 45 a 49 | 8     |
| 12    | 40 a 44 | 16    |
| 24    | 35 a 39 | 8     |
| 20    | 30 a 34 | 28    |
| 0     | 25 a 29 | 8     |
| 4     | 20 a 24 | 0     |
| 12    | 15 a 19 | 8     |
| 4     | 10 a 14 | 12    |
| 16    | 5 a 9   | 8     |
| 8     | 0 a 4   | 8     |

## Economia
El 2007 la població en edat de treballar era de 236 persones, 179 eren actives i 57 eren inactives. De les 179 persones actives 171 estaven ocupades (94 homes i 77 dones) i 8 estaven aturades (5 homes i 3 dones). De les 57 persones inactives 18 estaven jubilades, 20 estaven estudiant i 19 estaven classificades com a «altres inactius».

### Ingressos
El 2009 a Harreberg hi havia 154 unitats fiscals que integraven 397,5 persones, la mediana anual d'ingressos fiscals per persona era de 19.180 €.

### Activitats econòmiques
Dels 10 establiments que hi havia el 2007, 1 era d'una empresa extractiva, 2 d'empreses de construcció, 4 d'empreses de comerç i reparació d'automòbils, 2 d'empreses de serveis i 1 d'una entitat de l'administració pública.
Dels 2 establiments de servei als particulars que hi havia el 2009, 1 era un guixaire pintor i 1 electricista.
Els 2 establiments comercials que hi havia el 2009 eren botiges de menys de 120 m².
L'any 2000 a Harreberg hi havia 5 explotacions agrícoles.

## Poblacions més properes
El següent diagrama mostra les poblacions més properes.